# 호리 (애니메이션)
호리(おばけの ホーリー,원제: 유령의 홀리)는 1991년 일본 NHK에서 방영한 애니메이션이다. 감독은 오카자키 미노루가 맡았다. 국내에서는 1997년 투니버스를 통해 방영한 적이 있었다.

## 등장 유령,인물
- 호리 (초콜릿의 유령)
  - 성우: 카네코 유리코, 이선호

초콜릿의 유령으로 유령중의 제일막내이며 사람을 놀래키는 것을 좋아하지만 야옹이를 무서워한다.
- 캔디 (사탕의 유령)
  - 성우: 코바야시 유코, 홍영란

사탕의 유령으로 유령중의 유일한 홍일점이다.
- 피톤 (피망의 유령)
  - 성우: 타키구치 쥰페이, 강구한

몸이 통통한 피망의 유령이다.
- 트렛파 (두루마리의 유령)
  - 성우: 나카오 류세이, 오인성

가장 긴 체형을 가진 두루마리의 유령이지만 두루마리이기 때문에 물이 약점이다.
- 마녀 마들린
  - 성우: 요시다 리호코, 차명화

넷 유령을 모두 유령으로 만든 마녀.
- 까마귀 (까까라스)
  - 성우: 최준영

마녀 마들린의 말하는 까마귀.
- 야옹이 (냥기라스)
  - 성우: 에바라 마사시

넷 유령이 제일 무서워하는 고양이이다.
- 잔디 (카오리)
  - 성우: 타카야마 미나미, 김혜미

야옹이의 주인인 소녀. 쌍둥이 남동생들인 시보레와 무스탕이 있다.
- 시보레 (유키노스케), 무스탕 (우메노스케)
  - 성우: 양정화 (시보레), 이계윤 (무스탕)

잔디의 개구쟁이 쌍둥이 남동생들.